# ۴-پی‌پی‌بی‌پی

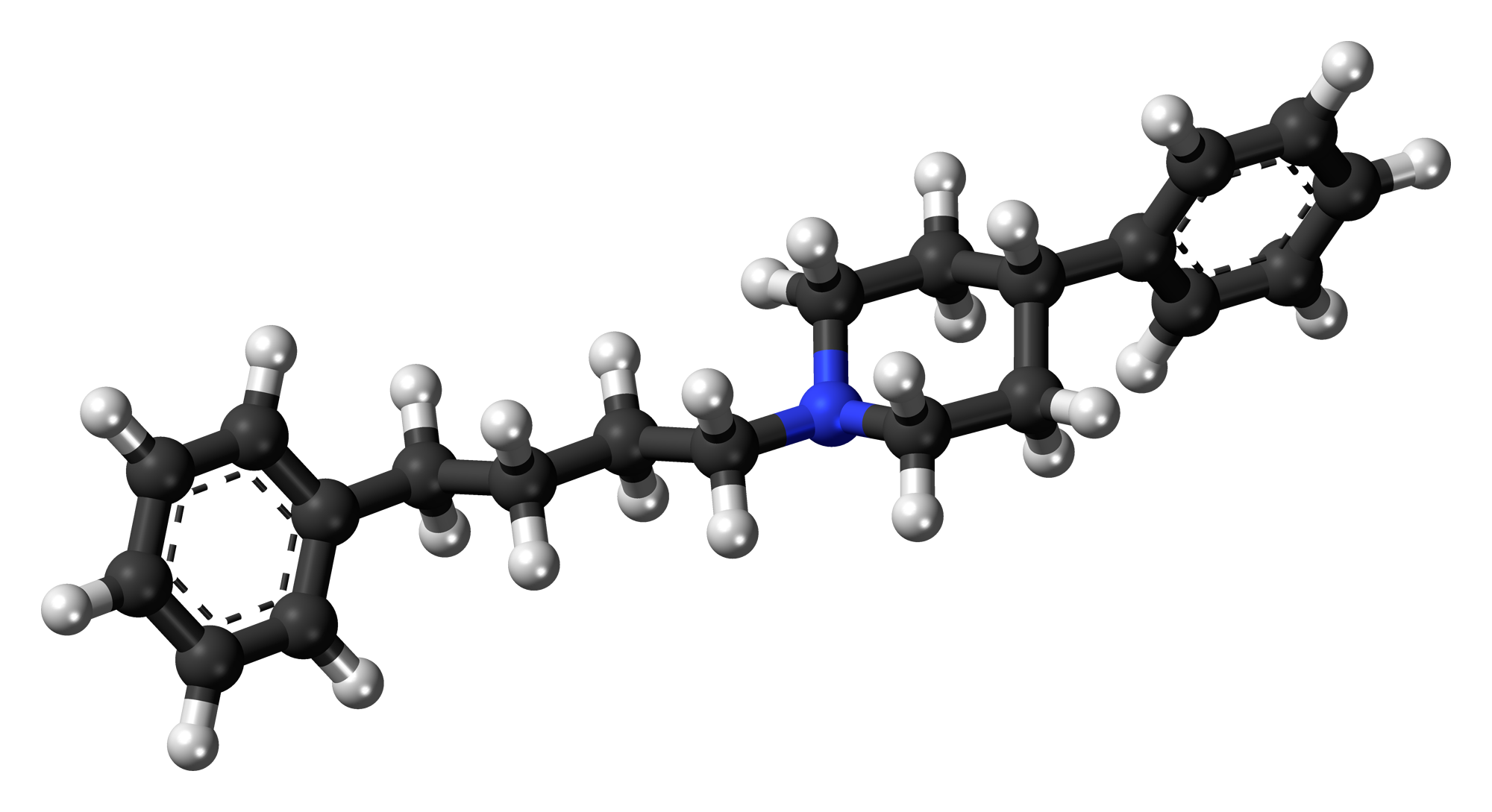
مدل گلوله و میله C۲۱H۲۷N

۴-پی‌پی‌بی‌پی (به انگلیسی: 4-PPBP) با فرمول شیمیایی C۲۱H۲۷N یک ترکیب شیمیایی با شناسه پاب‌کم ۳۰۳۵۶۷۲ است. که جرم مولی آن ۲۹۳٫۴۴۶ گرم بر مول می‌باشد. 